# اوتوسن (آیووا)
اوتوسن (به انگلیسی: Ottosen) شهری در ایالت آیووا کشور ایالات متحده آمریکا است که جمعیت آن در سرشماری سال ۲۰۱۰ میلادی، ۵۵ نفر بوده‌است.